# All In
Az All In a Bon-Bon együttes 11. nagylemeze, melyet 2007-ben adott ki az EMI Hungary. Az albumra felkerült az Azok a fiúk együttes Varázsjel című dalának újragondolt és áthangszerelt változata, melyhez 2008. év elején videóklipet is készítettek. A Csillag vagy című dal az RTL Klub kereskedelmi televízió "Csillag Születik" elnevezésű tehetségkutató műsorának a címadó betétdala lett. Az albumon található felvételek a Z-Mex (1-6, 9) és a Michel-Sound (7, 8, 10-12) stúdióban készültek 2007 nyarán.

## Az album dalai
1. Cukipofa
2. Rögtön végem
3. Varázsjel
4. Nem haragszom rád
5. All in
6. Keresed rég
7. Egy perc
8. Mars a földre!
9. Anyám
10. Csillag vagy
11. Közös dal

## Közreműködők
- Szolnoki Péter - ének, zongora, billentyűs hangszerek, basszusgitár, vokál
- Török Tamás - basszusgitár, vokál
- Madarász Gábor - gitár
- Sipeki Zoltán - gitár
- Vámos Zsolt - gitár
- Sárik Péter - zongora, hammond
- Gátos Iván - zongora
- Puskás Csaba - trombita
- Tulkán Péter - trombita
- Gyenes Béla - szaxofon
- Kiss Bálint - harsona
- Hastó Zsolt, Figura Melinda, Sipos Péter, Tóth Edina - vokál